# Mekarmukti (Sidangagung)
Mekarmukti is een bestuurslaag in het regentschap Kuningan van de provincie West-Java, Indonesië. Mekarmukti telt 2168 inwoners (volkstelling 2010).